# Kələki
Kələki è un comune dell'Azerbaigian situato nel distretto di Ordubad. 